# The Buggles
The Buggles foi um duo britânico formado em 1977 por Trevor Horn, Geoff Downes. Bruce Woolley dividia as composições do grupo, detendo 50% dos direitos, mas, de acordo com sua própria declaração, não pertencia realmente à banda. Assim, saiu do grupo antes do primeiro single ter sido lançado para formar o conjunto The Camera Club. O videoclipe "Video Killed the Radio Star", dirigido por Russell Mulcahy, foi o primeiro a ser exibido na MTV estadunidense.

## Discografia

### Singles
- (1980) Video Killed The Radio Star
- (1980) The Plastic Age
- (1980) Clean Clean
- (1980) Elstree
- (1981) Adventures In Modern Recording

### Álbuns
- (1980) The Age of Plastic
- (1981) Adventures In Modern Recording